# Golofa pizarro
Golofa pizarro är en skalbaggsart som beskrevs av Hope 1837. Golofa pizarro ingår i släktet Golofa och familjen Dynastidae. Inga underarter finns listade i Catalogue of Life.

## Bildgalleri

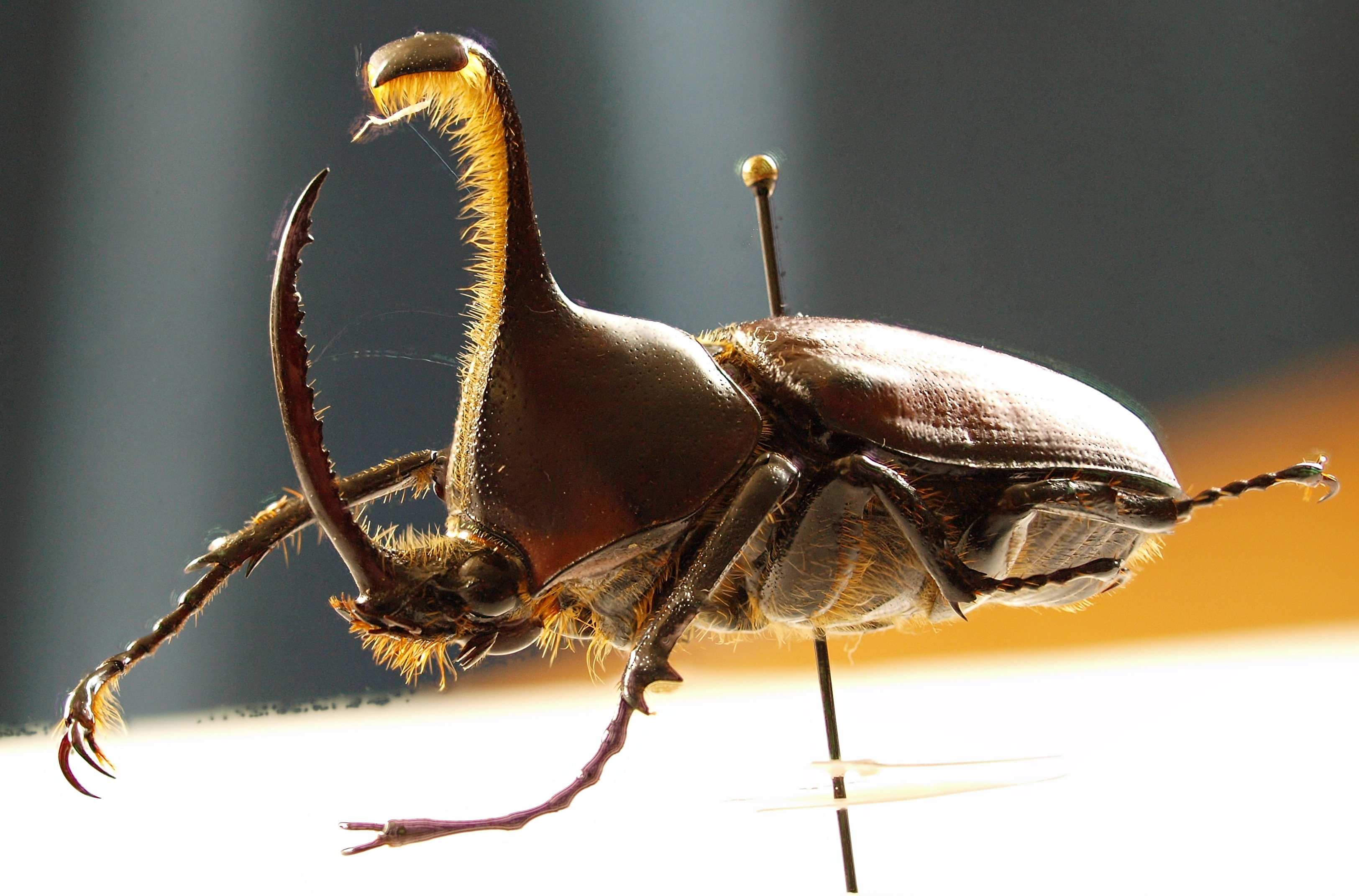
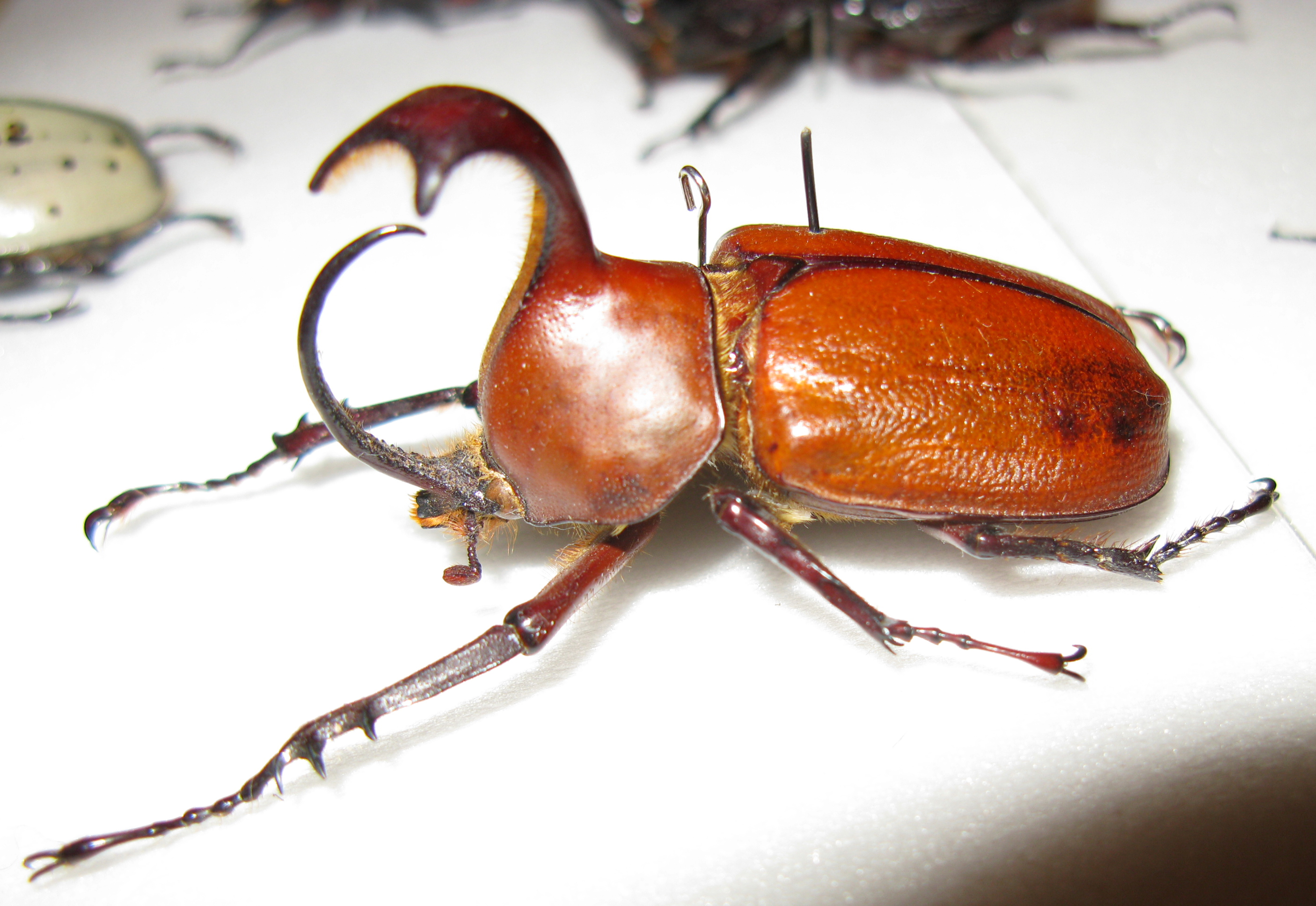
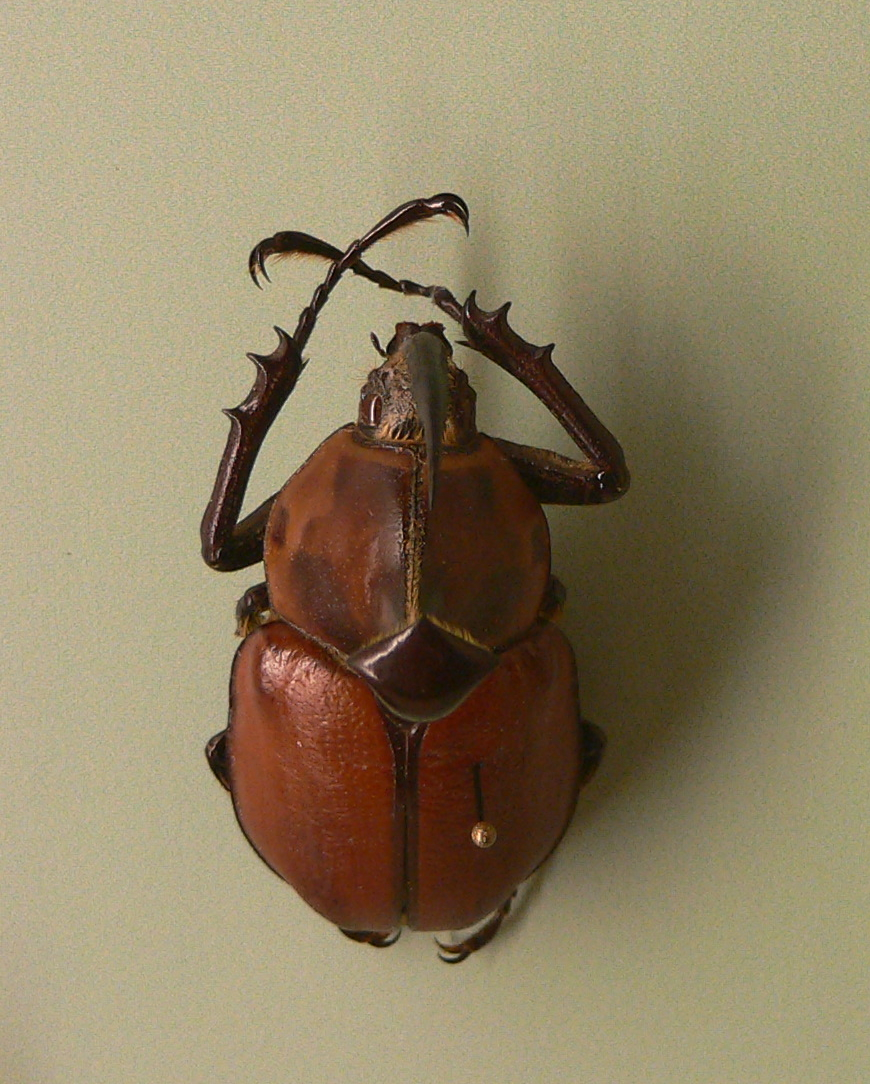
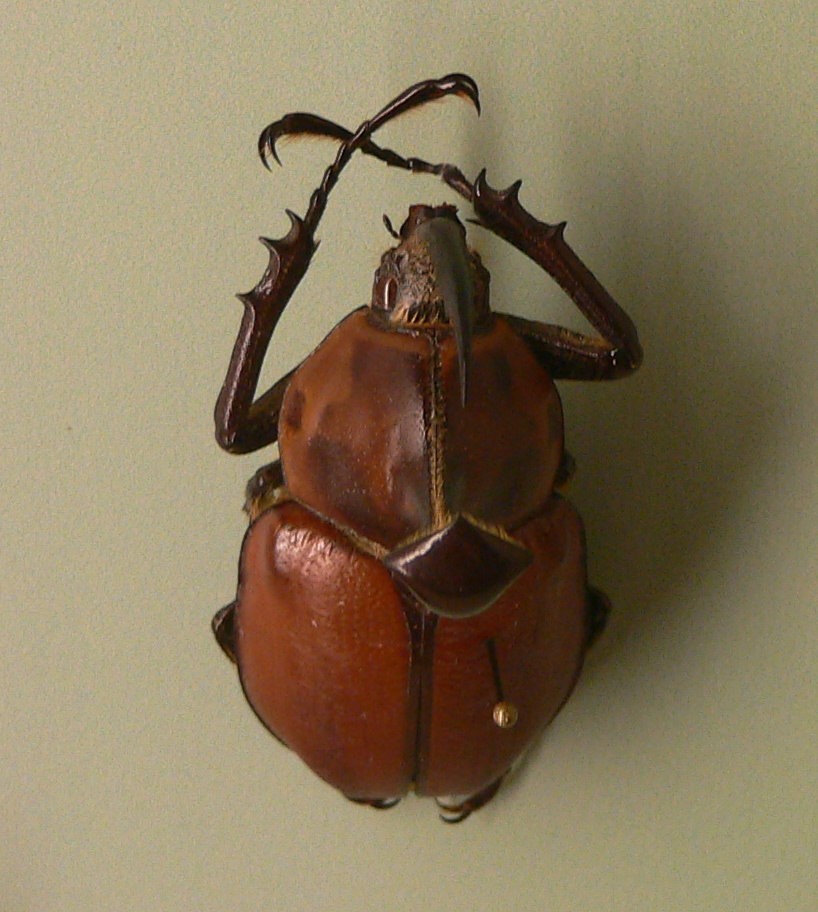
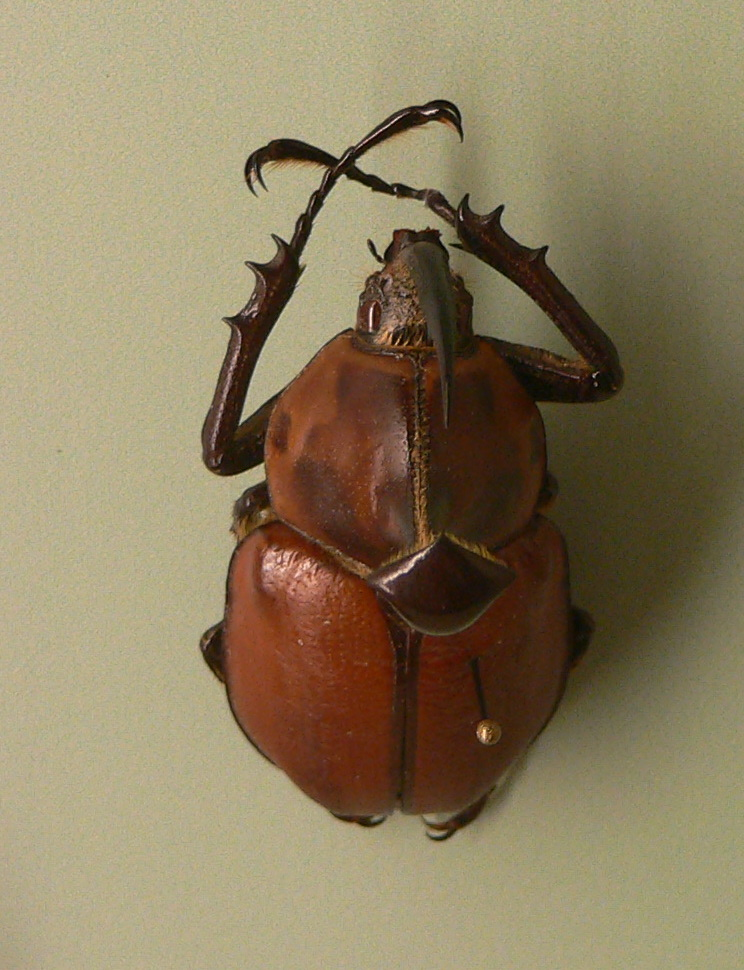